# Бутаков, Григорий Иванович (1820)
Григорий Иванович Бутаков (27 сентября [9 октября] 1820, Рига — 31 мая [12 июня] 1882, Санкт-Петербург) — русский военно-морской деятель, флотоводец, генерал-адъютант, адмирал (1878), основоположник тактики парового броненосного флота, исследователь Чёрного моря.

## Биография
Происходил из рода дворян Бутаковых, который известен с XVII века; родился 27 сентября (9 октября) 1820 года в семье капитана 2-го ранга Ивана Николаевича Бутакова, вышедшего в отставку вице-адмиралом. Дядя Григория Ивановича Александр Николаевич окончил Морской корпус, стажировался в английском флоте, дослужился до генерал-майора. Пятеро братьев Григория Ивановича стали моряками, из них Алексей достиг чина контр-адмирала, Иван — вице-адмирала, а Григорий — полного адмирала.
Бутаков имел могущественных врагов и в конце жизни этот «беспокойный адмирал» оказался не у дел. Он поселился на даче в Финляндии и занялся переводом научных статей с английского языка.
В 1881 году о нём вспомнили и назначили командиром Петербургского порта, а на следующий год — членом Государственного совета. Г. И. Бутаков крайне болезненно отреагировал на назначение членом Государственного совета, которое означало отставку от управления флотом и отказ от его принципов подготовки флота.
Вскоре он серьёзно заболел и 31 мая (12 июня) 1882 года умер от инсульта, переплывая на ялике Неву. Похоронен в Александро-Невской лавре на Никольском кладбище. На могиле был установлен бронзовый бюст, средства на который пожертвовали моряки Балтийского флота. Бюст, выполненный скульптором М. А. Чижовым, был перенесён в Музей городской скульптуры.

### Послужной список

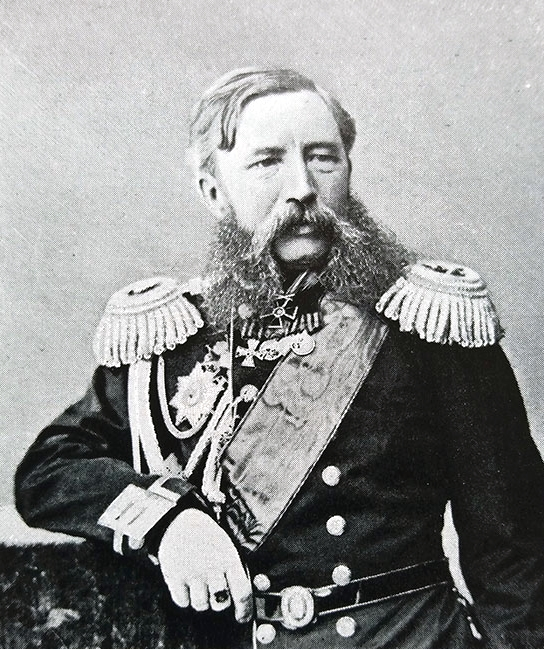
Григорий Иванович Бутаков

- 6 мая 1831 — поступил в Морской кадетский корпус.
- 9 января 1836 — окончил Морской кадетский корпус.
- 1836—1838 — двухлетняя практика на кораблях Балтийского флота.
- 1838 — мичман с назначением на линейный корабль «Силистрия» на должность флаг-офицера при главном командире Черноморского флота адмирале М. П. Лазареве; в мае 1838 участвовал в высадке десантов у берегов Абхазии (награждён двумя орденами с надписью «За храбрость»).
- 1838 — участвовал в бою при занятии местечка у реки Туапсе; на тендере «Луч» участвовал в сражении против горцев.
- Сентябрь 1838 — август 1840 — на шхуне «Ласточка» плавал в Эгейском море.
- Апрель 1843 — лейтенант (за отличную службу).
- 1844 — на шхуне «Вестник» плавал в Средиземном море.
- Осень 1846—1851 — командир тендера «Поспешный».
- Лето 1847—1850 — вёл обширные гидрографические работы в Чёрном море (награждён орденом Святой Анны 3-й степени и бриллиантовым перстнем).
- 1850 — капитан-лейтенант.
- 27 марта 1851 — направлен в Англию для приёма строящегося корабля «Дунай» и привёл его в Севастополь.
- 3 декабря 1852—1854 — командир 11-пушечного пароходофрегата «Владимир».
- 5 ноября 1853 — захватил 10-пушечный турецкий пароход «Перваз-Бахри» (первый в истории бой паровых кораблей; Г. И. Бутаков был произведён в капитаны 2-го ранга и награждён орденом Святого Георгия 4-й степени).
- 1854—1855 — участвовал в обороне Севастополя, командовал отрядом пароходофрегатов, огнём с кораблей поддерживал сухопутные войска, отличился в боях за Малахов Курган.
- 9 октября 1854 — впервые в истории русской морской артиллерии организовал стрельбу по невидимой цели.
- 24 октября 1854 года командовал артиллерийским огнём парохода во время сражения при Инкермане, а 24 ноября с пароходофрегатами «Владимир» и «Херсонес» принимал участие в вылазке против англо-франко-турецких судов в Песочой и Стрелецкой бухтах; 12 декабря награждён орденом Святой Анны 2-й степени с мечами.
- 31 августа 1855 — командовал затоплением пароходофрегатов.
- Март 1855 — капитан 1-го ранга; сентябрь — флигель-адъютант, начальник штаба Черноморского флота.
- Август 1856 — контр-адмирал с зачислением в императорскую свиту, главный командир Николаевского порта и военный губернатор Николаева и Севастополя.
- 1860 — переведён на Балтику начальником отряда винтовых кораблей; 5 сентября 1860 года награждён орденом Святого Станислава 1-й степени с мечами.
- 1861—1862 — командир отряда винтовых лодок.
- В середине сентября 1862 года комиссия во главе с адмиралом Бутаковым проводила испытания шестовой мины на броненосной канонерской лодке «Опыт». По итогам испытаний он докладывал в Морское ведомство:

«Всеми этими опытами Комиссия под моим председательством пришла к убеждению, что идея миноносных судов заготовляет нам возможность иметь самое сильное оружие из всех досель придуманных, а заряд в 1 пуд произведет страшное разрушение в неприятельском судне при совершенной безопасности от этого для минного судна»

- 1863—1867 — военно-морской агент в Англии, Франции и Италии.
- 28 октября 1866 — вице-адмирал[3].
- 1867 — председатель экспертной морской комиссии на Всемирной Парижской выставке.
- 6 февраля 1867—1877 — начальник Практической эскадры броненосных кораблей на Балтийском море.

«Начальник броненосной эскадры вице-адмирал Бутаков 1-й глубоко понял назначение и будущую роль вверенных ему судов и не упустил с расчётом и необыкновенным умением воспользоваться всеми находящимися в его руках средствами и каждой минутой времени для приведения как судов броненосной эскадры, так и команд на них находящихся, к возможному совершенству»— Из отзыва комиссии под председательством адмирала Е. В. Путятина

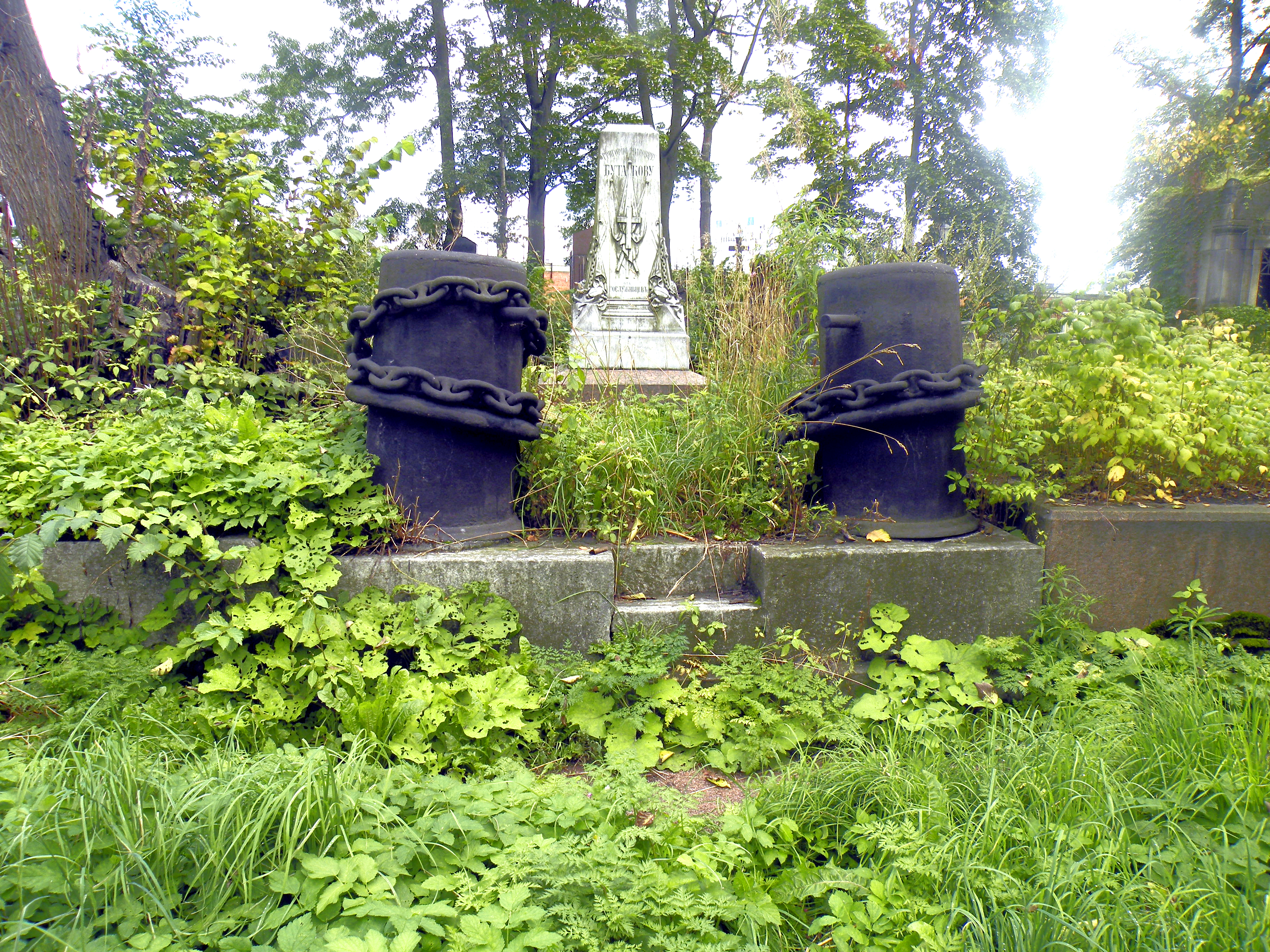
Могила адмирала Г. И. Бутакова на заброшенном участке Никольского кладбища Александро-Невской лавры. Санкт-Петербург

- 1868 — 1 января 1881 — старший флагман Балтийского флота.
- 16 апреля 1878 — полный адмирал с назначением начальником береговой и морской обороны крепости Свеаборг.
- 1 января 1881 — главный командир Санкт-Петербургского порта.
- 28 марта 1882 — член Государственного совета.

## Вклад в военно-морскую науку и практику
- Г. И. Бутаков первым взялся за исследование тактики парового броненосного флота. Его сочинение «Новые основания пароходной тактики» стало крупным вкладом в теорию военно-морского искусства, а разработанные им «Правила манёвра парового корабля» нашли признание и применение во всех флотах мира.
- Совместно с И. А. Шестаковым Г. И. Бутаков составил первую систематизированную лоцию Чёрного моря.
- В 1867 году на своей эскадре Г. И. Бутаков учредил первую лабораторию минных опытов, которая занималась опытами по подведению гальванических мин под корабли и испытанием мин заграждения. При лаборатории велись теоретические занятия, которые 1 октября 1874 года были развиты в Минный офицерский класс и Минную школу для нижних чинов.
- Во время русско-турецкой войны 1877—1878 годов Г. И. Бутаков разработал правила постановки мин на фарватерах, которые применил на практике при устройстве минной обороны Кронштадта.
- Разрабатывал тактику боевых действий малых судов в шхерах Финского залива.
- В 1874 году по проекту Г. И. Бутаков броненосный фрегат «Петропавловск» был впервые оснащён противоминной артиллерией.
- В 1877 году Г. И. Бутаков высказал мысль о том, что Россия не имеет ни броненосного, ни крейсерского флота, располагая множеством прекрасных, но единичных судов, и предложил строить крейсера и броненосцы сериями, спроектированными в соответствии с предполагаемыми задачами флотов, и заранее готовить для них кадры.
- Летом 1878 года Г. И. Бутаков приказом ввёл первый в мире шлюпочный трал для обнаружения и уничтожения якорных мин.
- Г. И. Бутаков ввёл прогрессивные методы боевой подготовки флота:

1. готовить флот не для смотров и парадов, а для войны, для боя, исход которого зависит от мастерства офицеров и матросов;
2. больше плавать, проводить практические занятия и учения в условиях, максимально приближённым к боевым;
3. главное в обучении и воспитании — развитие у личного состава смелости, инициативы, находчивости и творческой изобретательности;
4. готовить флот к совместным действиям с сухопутными войсками.

## Награды
- Орден Святой Анны 4-й степени
- Орден Святого Владимира 4-й степени
- Орден Святого Станислава 3-й степени
- Орден Святой Анны 3-й степени (1850)
- Орден Святого Георгия 4-й степени (1853)
- Орден Святой Анны 2-й степени с мечами (1854)
- Орден Святого Владимира 3-й степени
- Орден Святого Станислава 1-й степени с мечами (1860)
- Орден Святой Анны 1-й степени
- Орден Белого орла
- Орден Святого Александра Невского
- Золотое оружие «За храбрость»

## Память

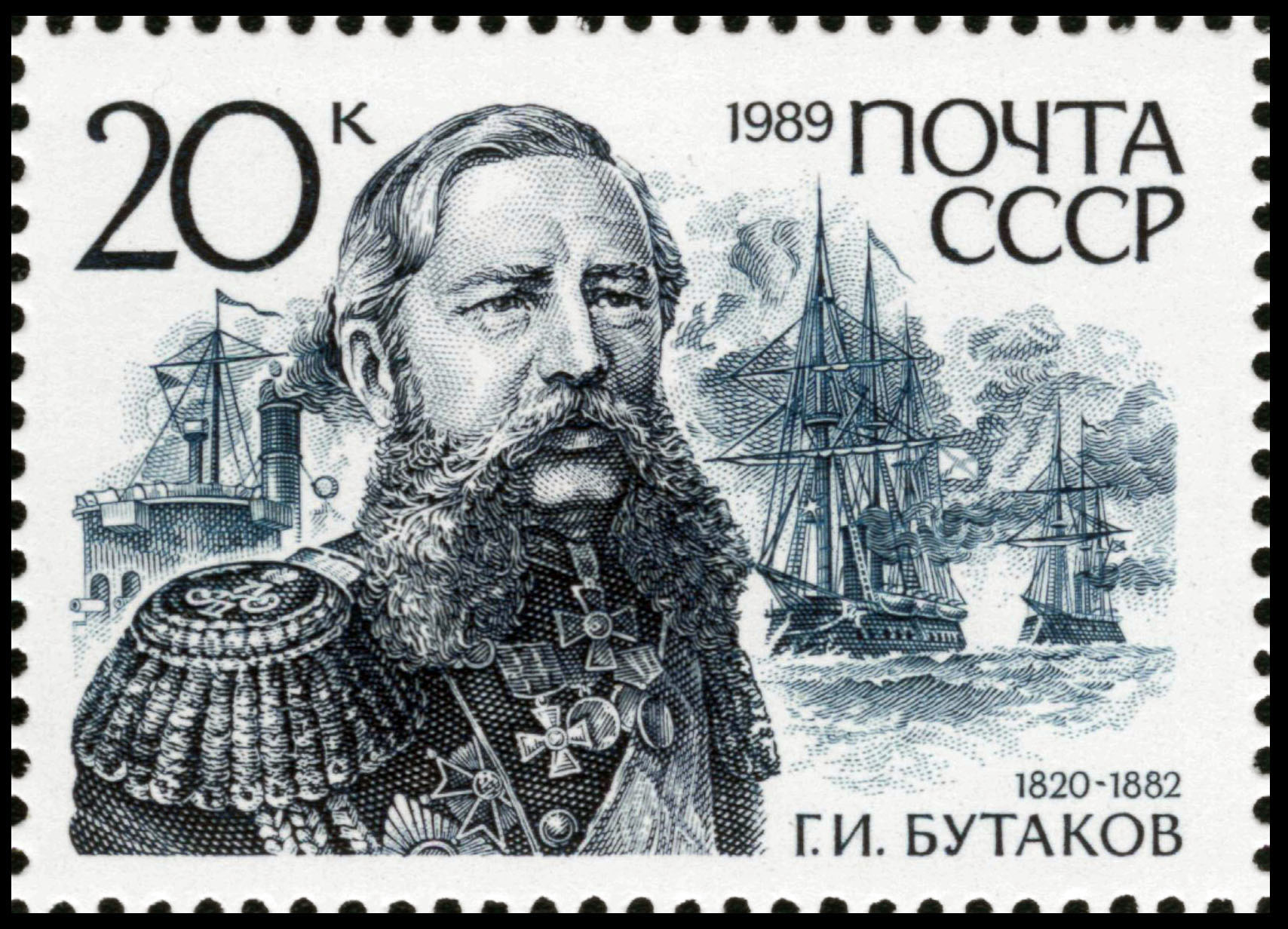
Почтовая марка СССР из серии «Адмиралы России», посвящённая Г. И. Бутакову, 1989, 20 копеек (ЦФА 6160, Скотт 5850d)

- Улица в Ленинском районе Севастополя, между улицами Очаковцев и Щербака, которая возникла в последней четверти XIX в. и первоначально называлась Третьей Поперечной, в начале XX в. переименована в ул. Бутакова. Мемориальное обозначение улицы установлено на доме № 6.
- 12 июля 2013 года на ССЗ «Янтарь» был заложен сторожевой корабль проекта 11356 «Адмирал Бутаков».
- В честь Г. И. Бутакова был первоначально назван Набильский залив (обследован в 1882 году экипажем клипера «Пластун», тогда же было присвоено название бухта Бутакова)[4].
- гора Бутакова на острове Сахалин (гора описана в 1882 году экипажем клипера «Пластун», им же присвоено название)[4].

## Сочинения
- Новые основания пароходной тактики (Санкт-Петербург, 1863) — удостоен Демидовской премии Академией Наук.
- Проект систематического собрания морских эволюций… (2-е издание: Санкт-Петербург, 1881).
- Статьи в «Морском Сборнике».

## Семья
Жена — Амалия (Мария) Арсеньевна Рождественская (1835—1917). Убита в Кронштадте во время событий Февральской революции. Дети:
- Александр (1861—1917), контр-адмирал, расстрелян вместе с матерью на берегу Финского залива во время Февральской революции[5].
- Алексей (04.09.1862 — не ранее 1900), лейтенант; женился 19 июля 1900 года на дочери генерал-лейтенанта А. А. Колокольцова, Софье; у них 17 октября 1901 года родился сын Григорий[6]
- Мария (04.09.1866—1942), родилась в Париже. Погибла в блокадном Ленинграде с двумя сыновьями